# Nous pour la République
Nous pour la République (en italien : Noi per la Repubblica ; abrégé NPR ou Npr) est une coalition électorale et groupe parlementaire au Grand Conseil général saint-marinais composé du Parti socialiste, du Parti des socialistes et des démocrates, du Mouvement démocratique - Ensemble Saint-Marin et du parti Nous Saint-Marinais. Formée pour les élections législatives de 2019, elle disparaît en mars 2024.

## Histoire

### Formation et élections de 2019
Le 29 octobre 2019, le Parti socialiste (PS), le Parti des socialistes et des démocrates (PSD), le Mouvement démocratique - Ensemble Saint-Marin (MD) et Nous Saint-Marinais forment une liste électorale unitaire en vue des élections législatives anticipées de 2019, organisées à la suite de la dissolution de la coalition Adesso.sm, vainqueur des élections en 2016. Cette coalition prend le nom de « Nous pour la République » (NPR),.
À l'issue du scrutin de 2019, la liste obtient 13,13% des voix et élit 8 conseillers généraux,. À la suite de ses résultats et des consultations menées par le Parti démocrate-chrétien saint-marinais (PDCS), vainqueur des élections, le NPR entre le 18 décembre dans la majorité gouvernementale avec le PDCS, le Mouvement civique R.E.T.E. et Domani Motus Liberi. Il obtient la nomination de Federico Pedini Amati du MD et Andrea Belluzzi du PSD en tant que secrétaires d'État.

### Suite et division de la coalition
Le 23 décembre 2022, le Mouvement démocratique - Ensemble Saint-Marin de Pedini Amati annonce sa fusion avec le Parti des socialistes et des démocrates (PSD).
Le 14 avril 2023, Nous Saint-Marinais lance, avec le Mouvement idéal socialiste, une nouvelle formation appelée « Alliance réformiste », qui comprend également les anciens conseillers généraux du Parti socialiste (PS) Alessandro Mancini et Giacomo Simoncini. Le PS perd ainsi tout représentation au sein du Grand Conseil général,,.
En mars 2024, la majorité gouvernementale, en vue des élections des capitaines-régents pour le semestre avril-octobre 2024, désigne comme candidats le démocrate-chrétien Italo Righi et le réformateur Rossano Fabbri pour le NPR,. Cependant, le Grand Conseil général élit Alessandro Rossi de Démos - Démocratie Solidaire et Milena Gasperoni du PSD grâce au vote de l'opposition et du PSD lui-même, opposé à la nomination de Fabbri. La défaite de la majorité entraîne une crise gouvernementale et la convocation d'élections anticipées dans lesquelles Nous pour la République apparaît divisée actant de fait sa disparition : tandis que l'Alliance réformiste s'allie au PDCS, le Parti des socialistes et des démocrates et le Parti socialiste annonce un accord électoral avec Saint-Marin Libre,,.

## Résultats électoraux
| Élection | Voix  | %     | Sièges | +/– | Gouvernement |
| -------- | ----- | ----- | ------ | --- | ------------ |
| 2019     | 2 359 | 13,13 | 8 / 60 | Nv  | Gouvernement |